# Ordin (biologie)
Ordinul reprezintă o treaptă majoră de clasificare taxonomică, inferioară 
supraordinului și superioară subordinului.
- Exemplu: Carnivora, Chiroptera

## Ierarhia rangurilor
Pentru unele clade, uneori sunt folosite câteva trepte adiționale de clasificare, deși nu toate din acestea sunt oficial recunoscute.
| Denumire   | Semnificația prefixului        | Exemplu 1        | Exemplu 2          |
| ---------- | ------------------------------ | ---------------- | ------------------ |
| Magnordin  | magnus: mare, important        | Boreoeutheria    |                    |
| Supraordin | super (supra): peste, deasupra | Euarchontoglires | Parareptilia       |
| Grandordin | grand: mare                    | Euarchonta       |                    |
| Mirordin   | mirus: minunat                 | Primatomorpha    |                    |
| Ordin      |                                | Primates         | Procolophonomorpha |
| Subordin   | sub: sub, dedesubt             | Haplorrhini      | Procolophonia      |
| Infraordin | infra: mai jos                 | Simiiformes      | Hallucicrania      |
| Parvordin  | parvus: mic, neimportant       | Catarrhini       |                    |

În clasificarea mamiferelor din 1997, McKenna și Bell au folosit două nivele suplimentare între Supraordin și Ordin: "Grandorder" și "Mirorder". Novacek (1986) le-a introdus pe aceeași poziție. Benton (2005), în schimb, le-a introdus între supraordin și magnordin. Această poziție a fost adoptată și de Systema Naturae 2000 și alții.